# Jelena Slivinskaja
Jelena Vasiljevna Slivinskaja, hette som ogift Sergejeva (ryska: Елена Васильевна Сливинская (Сергеева), född 9 maj 1980 i Rostov-on-Don i dåvarande Sovjetunionen, är en rysk före detta handbollsspelare. Hon blev världsmästare 2005.

## Karriär
Jelena Slivinskaja började spela handboll medan hon studerade i skolan, och spelade i ungdomssektionen i Rostselmasj. På ungdomsnivå spelade hon sedan för laget Källa  från Rostov-Don, senare flyttade hon till seniorklubben Rostselmasj där hon spelade i EHF:s cuper 2001–2002. Efter några år flyttade hon till Moskva och spelade i klubben Luch 2003–2005, men 2005 återvände hon till GK Rostov-Don som var det nya namnet för Rostselmasj. Hon spelade kvar i klubben i fjorton år till maj 2019 då hon avslutade karriären efter att Rostov-Don vunnit finalen i ryska mästerskapet. Med Rostov-Don vann hon ryska mästerskapet 4 gånger 2015 och 2017–2019.

## Landslagskarriär
Jelena Slivinskaja var med i den ryska truppen i EM 2004 och 2006. År 2005 blev hon  världsmästare med det ryska landslaget i Sankt Petersburg. Samtidigt var hon engagerad i beachhandboll, 2002 blev hon europamästare i det ryska beachhandbollslandslaget.